# Nogami Takuya
Takuya Nogami (野上 拓哉 Nogami Takuya, sinh ngày 29 tháng 11 năm 1998) là một cầu thủ bóng đá người Nhật Bản. Anh thi đấu cho Verspah Oita.

## Sự nghiệp
Takuya Nogami gia nhập câu lạc bộ tại J2 League Oita Trinita năm 2017. Vào ngày 21 tháng 6 năm anh ra mắt ở Cúp Hoàng đế Nhật Bản (v FC Machida Zelvia). Vào tháng 7 năm anh chuyển đến Verspah Oita.